# Пулороз
Пулороз (від лат. pullus — курча) — бацилярний білий пронос, бацилярна дизентерія — інфекційна хвороба птахів. Характеризується ураженням кишечника, паренхіматозних органів у курчат і яєчників у дорослої птиці. Збудник — мікроорганізм Salmonella pullorum-gallinarum. Джерело інфекції — здебільшого заражена і перехворіла птиця. Найбільше хворіють курчата віком до 3—4 тижнів, у яких хвороба проявляється у гострій формі. Хвора птиця важко дихає, малорухлива, із скуйовдженим пір'ям, у неї пронос, фекалії білі. Смертність — до 90%. У дорослої птиці прояви хвороби приховані. Заходи боротьби: хвору і підозрілу на захворювання птицю забивають, а підозрілу на зараження досліджують. Приміщення дезинфікують.